# Società Sportiva Lazio Calcio Femminile 2010-2011
Questa voce raccoglie le informazioni riguardanti la Società Sportiva Lazio Calcio Femminile nelle competizioni ufficiali della stagione 2010-2011.

## Stagione
In Coppa Italia, come da regolamento di quella stagione per tutte le squadre iscritte alla Serie A, la Roma entrò nel torneo al terzo turno, superando in partita secca il Siena per 4-0 fuori casa, per poi affrontare agli ottavi di finale la Roma CF, anche qui in partita secca, superata solo ai tiri di rigore dopo che i tempi regolamentari e i supplementari si conclusero a reti inviolate, e ai quarti di finale, da dove erano previste partite di andata e ritorno, il Vis Francavilla Fontana, battuto in casa 3-0 nella partita di andata e venendo battuto 2-1 in quella di ritorno.
Pur avendo avuto accesso alle semifinali la società decise di rinunciare allo doppio scontro con la Torres vedendosi assegnare la doppia sconfitta a tavolino per 0-3.

## Rosa
Rosa aggiornata alla fine della stagione.
| N. |                   | Ruolo | Calciatrice         |
| -- | ----------------- | ----- | ------------------- |
|    | Italia (bandiera) | C     | Laura Amoni         |
|    | Italia (bandiera) | A     | Claudia Bassotti    |
|    | Italia (bandiera) | A     | Sara Berarducci     |
|    | Italia (bandiera) | C     | Giulia Brauneis     |
|    | Italia (bandiera) | D     | Caterina Capolunghi |
|    | Italia (bandiera) | D     | Claudia Ciarlo      |
|    | Italia (bandiera) | D     | Giorgia Curcuruto   |
|    | Italia (bandiera) | C     | Alessia D'Ancona    |
|    | Italia (bandiera) | C     | Michela De Angelis  |
|    | Italia (bandiera) | C     | Silvia De Luca      |
|    | Italia (bandiera) | C     | Fey Di Patrizi      |
|    | Italia (bandiera) | C     | Roberta Duò         |
|    | Italia (bandiera) | P     | Mimma Fazio         |

| N. |                   | Ruolo | Calciatrice         |
| -- | ----------------- | ----- | ------------------- |
|    | Italia (bandiera) | D     | Alice Ferrazza      |
|    | Italia (bandiera) | D     | Valentina Gagliardi |
|    | Italia (bandiera) | D     | Rebecca Grassi      |
|    | Italia (bandiera) | D     | Valentina Lanzieri  |
|    | Italia (bandiera) | D     | Valentina Latini    |
|    | Italia (bandiera) | A     | Lucia Mallardi      |
|    | Italia (bandiera) | C     | Gessica Poeta       |
|    | Italia (bandiera) | D     | Clarissa Romanzi    |
|    | Italia (bandiera) | A     | Martina Santoro     |
|    | Italia (bandiera) | D     | Federica Savini     |
|    | Italia (bandiera) | P     | Emiliana Severino   |
|    | Italia (bandiera) | C     | Francesca Valetto   |
|    | Italia (bandiera) | C     | Tatiana Zorri       |

## Risultati

### Serie A

#### Girone di andata
| Arbitro: | Daniele Viotti (Tivoli) |

|                       |           |             |
| Zorri 26’ De Luca 57’ | Marcatori | 87’ Coletta |

| Arbitro: | Giovanni Nuvoli (Alghero) |

|                                                         |           |  |
| Fuselli 40’ Domenichetti 54’, 63’ Fadda 84’ Manieri 87’ | Marcatori |  |

| Arbitro: | Marco Minotti (Roma) |

|  |           |           |
|  | Marcatori | 55’ Mason |

| Arbitro: | Matteo Borzani (Trieste) |

|                                         |           |  |
| Vicchiarello 2’ Greco 8’, 80’ Miani 45’ | Marcatori |  |

| Arbitro: | Vincenzo Fiorini (Frosinone) |

|                |           |  |
| Berarducci 26’ | Marcatori |  |

| Arbitro: | Davide Oggioni (Monza) |

|                                                    |           |                        |
| Perini 6’, 87’ Tarenzi 17’, 47’ Piva 65’ Ricco 70’ | Marcatori | 80’ Lanzieri 88’ Zorri |

| Arbitro: | Emilio Amici (Ciampino) |

|  |           |               |
|  | Marcatori | 79’ Cavallini |

| Arbitro: | Davide Giacinti (Ostia Lido) |

|                                             |           |               |
| Pasqui 2’, 72’ Volpi 19’ Barreca 34’ (rig.) | Marcatori | 4’ Berarducci |

| Arbitro: | Riccardo Fabbro (Roma) |

|                  |           |               |
| Zorri 74’ (rig.) | Marcatori | 52’ Capovilla |

| Arbitro: | Andrea Giuseppe Zanonato (Vicenza) |

|             |           |  |
| Riboldi 47’ | Marcatori |  |

| Arbitro: | Francesco Forneau (Roma) |

|                              |           |                                        |
| De Luca 14’ Zorri 29’ (rig.) | Marcatori | 4’ Di Criscio 12’ Girelli 35’ Visconti |

| Arbitro: | Edoardo Chimenti (Casale Monferrato) |

|                 |           |                  |
| Sodini 65’, 83’ | Marcatori | 92’ (rig.) Zorri |

| Roma 29 gennaio 2011 13ª giornata | Lazio CF                     | 0 – 0 referto | Brescia | Centro Sportivo della Borghesiana, campo C\| Arbitro: \| Vincenzo Fiorini (Frosinone) \| |
| Arbitro:                          | Vincenzo Fiorini (Frosinone) |               |         |                                                                                          |

#### Girone di ritorno
| Arbitro: | Giuseppe Lizzio (Acireale) |

|                    |           |                          |
| Minciullo 48’, 55’ | Marcatori | 72’ Zorri 88’ De Angelis |

| Arbitro: | Stefano Adamo (Aprilia) |

|  |           |                                                                |
|  | Marcatori | 25’ Camporese 27’, 51’, 66’ Panico 53’, 75’ Fuselli 76’ Parejo |

| Arbitro: | Matteo Bolsi (Parma) |

|           |           |                            |
| Colzi 34’ | Marcatori | 16’ (rig.) Zorri 18’ Poeta |

| Arbitro: | Michele Frasca (Sulmona) |

|  |           |                       |
|  | Marcatori | 51’ Donghi 84’ Cester |

| Arbitro: | Francesco Braccagni (Siena) |

|                    |           |                         |
| Mastrovincenzo 38’ | Marcatori | 10’ Gagliardi 85’ Poeta |

| Arbitro: | Aristide Capraro (Cassino) |

|  |           |                                                             |
|  | Marcatori | 20’ Mauri 56’, 77’ Perini 70’, 79’ Piccinno 73’ (rig.) Piva |

| Arbitro: | Sergio Posado (Schio) |

|                       |           |                                    |
| Salvatori Rinaldi 26’ | Marcatori | 67’, 72’ Berarducci 78’ De Angelis |

| Arbitro: | Federico Dionisi (L'Aquila) |

|                          |           |                                       |
| Zorri 20’ De Angelis 36’ | Marcatori | 32’ Barreca 52’ De Angelis 82’ Pasqui |

| Arbitro: | Abou Elkhayr Driss (Conegliano) |

|                                       |           |             |
| Chinello 37’ Mascanzoni 53’ Turra 90’ | Marcatori | 93’ De Luca |

| Arbitro: | Daniele Gozzi (Siena) |

|  |           |                                                                                           |
|  | Marcatori | 8’, 91’ Bonetti 38’ Tommasella 46’, 50’ Riboldi 58’ (rig.) Parisi 70’ Zuliani 70’ Brumana |

| Arbitro: | Giampaolo Mantelli (Brescia) |

|                                                           |           |  |
| Dayane 14’, 36’, 52’, 55’ Gabbiadini 22’, 49’ Girelli 70’ | Marcatori |  |

| Arbitro: | Fabio D'agostino (Pinerolo) |

|             |           |              |
| Di Bari 90’ | Marcatori | 30’ Bonansea |

| Arbitro: | Vincenzo Marrazzo (Lecco) |

|  |           |             |
|  | Marcatori | 55’ De Luca |

### Coppa Italia

#### Terzo turno
| Siena 13 ottobre 2010                                          | Siena     | 0 – 4                        | Lazio CF | Campo Comunale "Bruno Ceccarelli" |
| \| \| \| \| \| \| Marcatori \| Savini Zorri De Luca Di Bari \| |           |                              |          |                                   |
|                                                                |           |                              |          |                                   |
|                                                                | Marcatori | Savini Zorri De Luca Di Bari |          |                                   |

#### Ottavi di finale
| Arbitro: | Daniele Viotti (Tivoli) |

|  |                      |  |
|  | Tiri di rigore 1 – 3 |  |

#### Quarti di finale
| Roma 8 dicembre 2010 Andata | Lazio CF | 3 – 0 | Vis Francavilla F. | Centro Sportivo della Borghesiana, campo C |

| Francavilla Fontana 5 gennaio 2011 Ritorno | Vis Francavilla F. | 2 – 1 | Lazio CF | Campo Comunale |

#### Semifinale
| 2011 Andata | Torres | 3 – 0 a tav. | Lazio CF |  |

| 2011 Ritorno | Lazio CF | 0 – 3 a tav. referto | Torres |  |

## Statistiche

### Statistiche di squadra
| Competizione | Punti | In casa | In casa | In casa | In casa | In casa | In casa | In trasferta | In trasferta | In trasferta | In trasferta | In trasferta | In trasferta | Totale | Totale | Totale | Totale | Totale | Totale | DR  |
| Competizione | Punti | G       | V       | N       | P       | Gf      | Gs      | G            | V            | N            | P            | Gf           | Gs           | G      | V      | N      | P      | Gf     | Gs     | DR  |
| ------------ | ----- | ------- | ------- | ------- | ------- | ------- | ------- | ------------ | ------------ | ------------ | ------------ | ------------ | ------------ | ------ | ------ | ------ | ------ | ------ | ------ | --- |
| Serie A      | 22    | 13      | 4       | 1       | 8       | 11      | 22      | 13           | 3            | 0            | 10           | 9            | 38           | 26     | 6      | 4      | 16     | 23     | 71     | -48 |
| Coppa Italia | -     | -       | -       | -       | -       | -       | -       | -            | -            | -            | -            | -            | -            | -      | -      | -      | -      | -      | -      | -   |
| Totale       | -     | -       | -       | -       | -       | -       | -       | -            | -            | -            | -            | -            | -            | -      | -      | -      | -      | -      | -      | -   |